# Kati Droste
Katrin „Kati“ Droste (* 26. Dezember 1984 in Dorsten) ist eine deutsche Autorennfahrerin.

## Karriere
Droste begann ihre Motorsportkarriere 1996 im Kartsport. 2003 gewann sie den ADAC/DMV Interconti Kart Cup. Ende des Jahres bestritt sie als Gaststarterin im Alfa 147 Cup ihre ersten beiden Autorennen. 2004 ging sie über die gesamte Saison in der Mini Challenge an den Start. Sie gewann das Rennen auf dem Salzburgring und erreichte den achten Platz in der Fahrerwertung. 2005 wechselte Droste in den Seat Leon Supercopa, in dem sie zwei Punkte erzielte. Im gleichen Jahr nahm sie erstmals am 24-Stunden-Rennen auf dem Nürburgring teil. In einem Mazda RX-8 erreichte sie Klassenrang vier und den 55. Gesamtrang. Nebenbei hatte sie einige Einsätze in der Langstreckenmeisterschaft Nürburgring und der Maserati Trophy. 2006 nahm sie in einem Seat Leon erneut an der Langstreckenmeisterschaft Nürburgring teil und ging mit diesem Fahrzeug auch wieder beim 24-Stunden-Rennen an den Start. Dort erreichte sie Klassenrang drei und den 62. Gesamtrang. Außerdem startete sie beim 24-Stunden-Rennen von Dubai. In der Saison 2007 nahm Droste zunächst an zwei Rennwochenenden im Peugeot 207 Spider Cup teil. Anschließend kehrte sie wieder in den deutschen Seat Leon Supercopa zurück. Ihr bestes Rennergebnis war ein vierter Platz beim zwölften Lauf in Zandvoort. Am Ende der Saison belegte sie in der Fahrerwertung mit 16 Punkten Platz 20. 2008 nahm Droste an den ersten beiden Läufen der Sports Car Challenge auf dem Nürburgring teil und erreichte bei beiden das Podium. Anschließend trat sie zu keinem weiteren Rennen mehr an. Mit 48 Punkten belegte sie am Saisonende noch den 14. Platz in der Fahrerwertung.
Im Jahr 2011 gewann sie zusammen mit Bertram Hornung die Porsche-Sports-Cup-Endurance-Meisterschaft.

## Persönliches
Droste ist gelernte Sport- und Fitnesskauffrau.